# Микокская индустрия

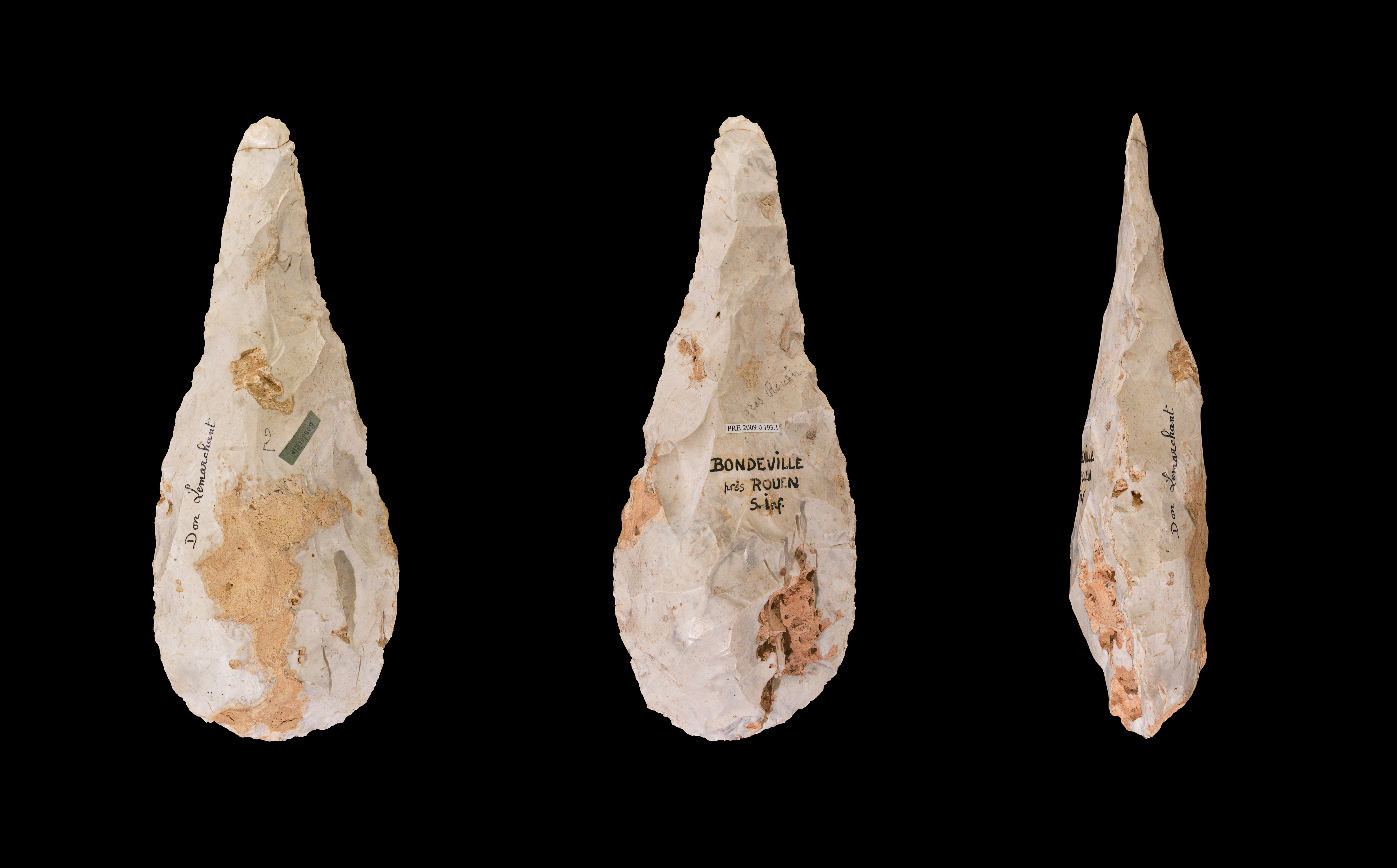
Микокское орудие

Микокская культура, или, точнее, Микокская технология (индустрия) (фр. Micoquien) — технология изготовления орудий эпохи среднего палеолита, распространённая в бассейне реки Эм на ранних этапах Вюрмского оледенения (около 130 — 70 тыс. лет до н. э.). Является переходной между поздне-ашельской и мустьерской. На территории Польши микокские орудия длительное время сосуществовали с мустьерскими, но на разных территориях, относившихся к различным группам неандертальцев.
Для микокской индустрии характерны впервые появляющиеся асимметрические двусторонние клиновидные орудия — рубила с круглым основанием. Данные изделия открыл и дал им имя археолог и торговец произведениями искусства Отто Хаузер. Разрекламировав своё открытие в многочисленных публикациях, Хаузер затем с успехом продал свои находки микокских орудий многочисленным музеям.
Название было дано археологической культуре по имени пещерного жилища Ла-Микок, расположенного на территории французского городка Ле-Эзи-де-Таяк-Сирёй, хотя там и не нашли клиновидных орудий, в отличие от всех других археологических объектов центральной и восточной Европы.
Проблематичность термина «микокская индустрия» состоит в том, что в ходе более поздних раскопок было установлено, что микокские орудия имели более раннее происхождение, чем считал Хаузер — они относятся ко времени Рисского оледенения (около 190 — 130 тыс. лет до н. э.).
Типичным микокским артефактом является «клиновидный нож»-кайльмессер, имеющий достаточно чёткую хронологию в Центральной Европе. В связи с этим ряд учёных предложили переименовать микокскую индустрию в «индустрию клиновидных ножей» (Keilmesser).
Микокские артефакты распространены в восточной и центральной Европе. В Германии они были обнаружены в пещере Бальвер (нем.) и Лонетале (нем.).
Слой В в гроте Буран-Кая-III является эталонным памятником кииккобинского типа индустрии крымской микокской традиции.
Большинство исследователей, относящих индустрию Сунгири к стрелецкой культуре, называют источником её генезиса среднепалеолитические индустрии восточного микока Крыма. Влияние восточного микока не распространилось с Северо-Западного Кавказа на территорию Дагестана, так как на его территории полностью отсутствуют бифасиальные изделия.
На Северо-Западном Кавказе известно 8 памятников с микокской индустрией: пещеры Мезмайская, Матузка, Монашеская, Баракаевская, Губский навес 1, стоянки открытого типа Ильская I, Ильская II и Баранаха 4.
Во время второй волны заселения неандертальцами Сибири микок был принесён из Европы в Чагырскую пещеру на Алтае. Небольшое количество микоковидных орудий найдено в пещере Окладникова.
Специфика микокского технокомплекса в целом состоит в использовании специфических плоско-выпуклых методов изготовления и вторичной обработки двусторонних орудий, приведших, с одной стороны, к получению симметричных и асимметричных двусторонних острий и скрёбел, а с другой стороны — сколов для изготовления простых, сегментовидных, листовидных и трапециевидных острий и скрёбел, при обработке которых часто использовались различные приёмы вентральных утончений.